# Thom Bierdz
Thomas Alexander Bierdz, Jr., lepiej znany jako Thom Bierdz, a także jako Zoey Drake i Nancy Blewer Mahaffey (ur. 25 marca 1962 roku w Kenosha) – amerykański aktor telewizyjny i filmowy, najlepiej znany z występu jako Phillip Chancellor III w operze mydlanej CBS Żar młodości.

## Życiorys

### Wczesne lata
Urodził się w Kenosha w Wisconsin jako drugie z czworga dzieci Włoszki i Polaka. Wychowywał się z dwójką braci - Troyem i młodszym Craigiem - oraz młodszą siostrą Kim. Mając 19 lat przeprowadził się do Milwaukee. W wieku 21 lat z 5 tys. dol. oszczędności wyprowadził się do Hollywood.

### Kariera
Debiutował na dużym ekranie w melodramacie Joela Schumachera Ognie świętego Elma (St. Elmo’s Fire, 1985) z udziałem Demi Moore, Roba Lowe, Emilio Esteveza i Judda Nelsona. Rok potem wystąpił jako uliczny chuligan w telewizyjnym dramacie sensacyjnym ABC Abela Ferrary Gladiator (The Gladiator, 1986) u boku Kena Wahla i Nancy Allen.
Przełomem w karierze stała się rola Phillipa Chancellora III, syna Jill i Phillipa II, który rzekomo zmarł w wypadku spowodowanym przez siebie, krótko po ślubie z Niną, w operze mydlanej CBS Żar młodości (The Young and the Restless, 1986-89, 2009–2011). Za tę postać był dwukrotnie (1987, 1989) nominowany do Nagrody Młodych Artystów.
W lipcu 1989 opuścił realizację filmową, po tym jak jego najmłodszy brat Troy zamordował ich matkę kijem bejsbolowym, odsiadując dożywocie w więzieniu w Wisconsin. Po pięciu latach, pojawił się w operze mydlanej Melrose Place (1994) jako Hank, nadużywający chłopak Sary. W maju 2002 roku jego schizofreniczny brat Craig popełnił samobójstwo.
W 2004 powrócił jako Phillip do opery mydlanej Żar młodości w "sekwencji marzeń", a następnie w maju 2009.
Bierdz poświęcił większość swojego życia malarstwu. W 2005 otrzymał nagrodę Out Magazine jako najlepszy kształtujący się artysta. Jest także laureatem nagrody Key to the Light Award z Theylainso.
Jego pamiętnik zatytułowany Przebaczający Troy (Forgiving Troy: A True Story of Murder, Mental Illness and Recovery, wyd. 13 maja 2009) stał się najlepszą autobiografią - USA Book News (2009).
Oficjalnie przyznał, że jest gejem.

## Filmografia

### Filmy fabularne
- 1985: Ognie świętego Elma (St. Elmo’s Fire) jako Rowdy Undergrad
- 2002: The Last Place on Earth jako Rich

### Filmy telewizyjne
- 1986: Gladiator (The Gladiator) jako uliczny chuligan

### Seriale TV
- 1986: Autostrada do nieba (Highway to Heaven) jako Paul Hiller
- 1986-89: Żar młodości (The Young and the Restless) jako Phillip Chancellor III
- 1994: Napisała: Morderstwo (Murder, She Wrote) jako Richard Binyon
- 1994: Łobuzy Robina (Robin's Hoods) jako Michael
- 1994: Melrose Place jako Hank
- 1994: Matlock jako Bobby Simpson
- 1995: Napisała: Morderstwo (Murder, She Wrote) jako Phil Carmichael
- 2004: Żar młodości (The Young and the Restless) jako Phillip
- 2009–2011: Żar młodości (The Young and the Restless) jako Phillip Chancellor III
- 2012−2013: Stare psy i nowe żarciki (Old Dogs & New Tricks) jako Bobby Burton